# Heinrich Auspitz
Heinrich Auspitz (1835 en Nikolsburg, Moravia - 1886 en Viena) fue un dermatólogo austríaco. Formado en la Universidad de Viena, se especializó en dermatología y sífilis. Fue parte de la famosa Escuela de Viena de Dermatología, y estudió y trabajó con otros eminentes dermatólogos de la época, Ernst Wilhelm von Brücke Ritter (1819-1892), Carl Freiherr von Rokitansky (1804-1878), Joseph Skoda (1805-1881), Johann Ritter von Oppolzer (1808-1871), y Ferdinand Ritter von Hebra (1816-1880). De 1863 a 1886 trabajó como profesor de dermatología en la Universidad de Viena. 